# 山本志乃
山本 志乃（やまもと しの、1965年 - ）は日本の民俗学者。専門は民俗学・交通交易論・旅行文化論。神奈川大学国際日本学部教授。

## 来歴
1965年鳥取県に生まれ、その後奈良県にて育つ。1989年筑波大学第一学群人文学類卒業、1991年同大学大学院環境科学研究科修士課程を修了。同年より館山市立博物館学芸員に就任。1998年より2020年まで旅の文化研究所にて研究員を務め、その間大妻女子大学、法政大学の非常勤講師を兼任。2015年成城大学より博士（文学）を授く。2020年より神奈川大学国際日本学部教授に就任。

## 主要業績

### 単著
- 『女の旅　幕末維新から明治期の11人』中公新書、2012年　ISBN 412102155X
- 『行商列車―〈カンカン部隊〉を追いかけて―』創元社、2015年　ISBN 4422230360
- 『「市」に立つ―定期市の民俗誌―』創元社、2019年　ISBN 978-4-422-23039-9
- 『団体旅行の文化史―旅の大衆化とその系譜―』創元社、2021年　ISBN 4422230441

### 共著
- (川森博司・島村恭則)『日本の民俗３　物と人の交流』吉川弘文館、2008年　ISBN 4642078703
- (旅の文化研究所・神崎宣武)『旅と観光の年表』河出書房新社、2011年　ISBN 4309225527

### 分担執筆
- 「『江戸前』の食材」旅の文化研究所編著『落語にみる江戸の食文化』河出書房新社、2000年　ISBN 978-4-309-24224-8
- 「泥坊の虚構と実像」旅の文化研究所編著『落語にみる江戸の「悪」文化』河出書房新社、2001年　ISBN 978-4-309-24248-4
- 「女の伊勢参り」旅の文化研究所編著『絵図に見る伊勢参り』河出書房新社、2002年　ISBN 978-4-309-24270-5
- 「女たちの旅」旅の文化研究所編著『絵図に見る「東海道中膝栗毛」』河出書房新社、2006年　ISBN 978-4-309-24364-1
- 「文明開化と乾杯」神崎宣武編著『乾杯の文化史』ドメス出版、2007年　ISBN 4810706923
- 「富士の聖地と洞穴―『人穴』と『御胎内』にみる近世庶民の信仰と旅―」天野紀代子・澤登寛聡編著『富士山と日本人の心性』岩田書院、2007年　ISBN 4872944836
- 「涙のフォークロア」今関敏子編著『涙の文化学―人はなぜ泣くのか―』青簡舎、2009年　ISBN 4903996158
- 「『生活の道』の変遷―兵庫県佐用郡佐用町海内を事例として―」小島孝夫編著『平成の大合併と地域社会のくらし―関係性の民俗学―』明石書店、2015年　ISBN 4750341649
- 「満洲への旅路」旅の文化研究所編著『満蒙開拓青少年義勇軍の旅路―光と闇の満洲―』森話社、2016年　ISBN 4864050945
- 「行商人の旅」旅の文化研究所編著『旅の民俗シリーズ　第1巻　生きる』現代書館、2017年　ISBN 4768458157
- 『民俗学者が歩いて出会った人生のことば―忘れえぬ38の物語―』汽水民俗研究会編著、創元社、2017年　ISBN 4422230387
- 「旅する女たち―江戸時代の伊勢参りにみる家と女性―」今関敏子編著『家の文化学』青簡社、2018年　ISBN 4909181121
- 「師弟で歩いた出雲―片句浦に残る書簡から―」川島秀一編著『渋沢敬三　小さき民へのまなざし』アーツアンドクラフツ、2018年　ISBN 4908028346
- 「鉄道と行商」井田泰人編著『鉄道と商業』晃洋書房、2019年　ISBN 4771031568
- 「産業の振興と軽便」旅の文化研究所編著『「小さな鉄道」の記憶―軽便鉄道・森林鉄道・ケーブルカーと人びと―』七月社、2020年　ISBN4909544119
- 「『生存の旅』から『楽しみの旅』へ―旅の変遷にみる食のあり方―」南直人編著『フォーラム人間の食　第3巻　食の展望―持続可能な食をめざして―』農山漁村文化協会、2023年　ISBN
- 「市と交易」小川直之編著『講座日本民俗学５　生産と消費』朝倉書店、2023年　ISBN 4254535856
- 「東紀州沿岸地域の押しずし文化―食に映し出される人とモノの往来―」地方史研究協議会編著『“出入り”の地域史―求心・醸成・発信からみる三重―』雄山閣、2023　ISBN 9784639029403